# الحبيب بلال
الحبيب بلال ولد بمنزل بورقيبة في 19 جويلية 1937 وتوفي في عام 2002، رسام تونسي. درس بفرنسا وتزوج من فرنسية عام 1959 وعاد إلى تونس عام 1961 وفي عام 1975 تعرض إلى حادث مرور تم نقله إلى سويسرا للعلاج ولملء فراغه اتجه إلى الفنون التشكيلية، وتحديدا إلى الرسم بالنار على النحاس. وشارك تلك السنة خلال فترة النقاهة في معرض جماعي انتظم بسويسرا، وعاد إلى نفس المكان في السنة الموالية ليقيم معرضا شخصيا . وقام بأول معرض شخصي له بتونس عام 1978. وتخليدا له تم عام 2008 إعادة الرواق الذي يحمل اسمه بالمنزه الخامس رواق بلال.

## وصلة خارجية
- موقع الحبيب بلال
- في افتتاح رواق بلال

1. 1 2   http://repertoire-artistestunisiens.com/3721/. {{استشهاد ويب}}: |url= بحاجة لعنوان (مساعدة) والوسيط |title= غير موجود أو فارغ (من ويكي بيانات) (مساعدة)